# Coppa del Qatar 2016 (pallavolo maschile)
La Coppa del Qatar 2016 si è svolta dal 22 al 28 aprile 2016: al torneo hanno partecipato 4 squadre di club qatariote e la vittoria finale è andata per la nona volta all'Al-Rayyan.

## Regolamento
La competizione prevede la partecipazione delle prime quattro classificate nella Qatar Volleyball League; le squadre vengono accoppiate col metodo serpentina dando vita alle semifinale al meglio delle tre gare e alla finale in gara unica.

## Squadre partecipanti
| - Al-Arabi - Al-Jaish - Al-Rayyan - Police |

## Torneo

### Semifinali

#### Gara-1
| 22 aprile 2016 Ali Bin Hamad Al-Atia Hall, Doha Durata: ? - Spettatori: ? | Al-Arabi  | 3 - 0 | Al-Jaish | 25-16, 27-25, 25-18               |
| 22 aprile 2016 Ali Bin Hamad Al-Atia Hall, Doha Durata: ? - Spettatori: ? | Al-Rayyan | 3 - 2 | Police   | 26-24, 24-26, 25-23, 22-25, 15-12 |

#### Gara-2
| 24 aprile 2016 Ali Bin Hamad Al-Atia Hall, Doha Durata: ? - Spettatori: ? | Al-Arabi  | 2 - 3 | Al-Jaish | 25-23, 25-21, 21-25, 22-25, 11-15 |
| 24 aprile 2016 Ali Bin Hamad Al-Atia Hall, Doha Durata: ? - Spettatori: ? | Al-Rayyan | 3 - 2 | Police   | 24-26, 25-16, 27-25, 21-25, 15-10 |

#### Gara-3
| 26 aprile 2016 Ali Bin Hamad Al-Atia Hall, Doha Durata: ? - Spettatori: ? | Al-Arabi | 2 - 3 | Al-Jaish | 22-25, 14-25, 25-19, 27-25, 10-15 |

### Finale
| 28 aprile 2016 Ali Bin Hamad Al-Atia Hall, Doha Durata: ? - Spettatori: ? | Al-Jaish | 2 - 3 | Al-Rayyan | 25-21, 19-25, 17-25, 34-25, 16-18 |